# Бусс, Василий Андреевич
Василий Андреевич Бусс — советский хозяйственный, государственный и политический деятель.

## Биография
Родился в 1922 году в селе Саламат. Член КПСС.
Участник Великой Отечественной войны. С 1946 года — на хозяйственной, общественной и политической работе. В 1946—1987 гг. — начальник отдела, заместитель начальника цеха, начальник ряда цехов на Уральском автомобильном заводе, секретарь парткома завода, директор завода «Миассэлектроаппарат».
Заслуженный машиностроитель РСФСР.
Умер в Челябинске в 1999 году.
Старший брат — Андрей (1911—1980) — работал первым секретарём Фрунзенского горкома КП Киргизии.